# Highly Evolved
Highly Evolved è l'album di debutto dei The Vines, registrato tra il luglio del 2001 e il febbraio del 2002, e pubblicato in Australia, Europa e Stati Uniti rispettivamente il 14/15/16 luglio del 2002. Prodotto da Rob Schnapf (Foo Fighters, blink-182, Beck, Elliot Smith e Dashboard Confessional), Highly Evolved ha riscosso un grande successo (specie negli Stati Uniti e in Canada), in particolare anche per il suo stile musicale, che si presenta come una miscela di grunge, punk e garage rock.

## Tracce
1. Highly Evolved – 1:35
2. Autumn Shade – 2:17
3. Outtathaway! – 3:02
4. Sunshinin – 2:43
5. Homesick – 4:53
6. Get Free – 2:06
7. Country Yard – 3:46
8. Factory – 3:12
9. In The Jungle – 4:15
10. Ain't No Room – 3:28
11. Mary Jane – 5:52
12. 1969 – 6:27
13. Sun Child (demo) – 4:06

## Formazione
- Craig Nicholls - voce, chitarra
- Ryan Griffiths - chitarra
- Patrick Matthews - basso
- David Oliffe - batteria